# Mirco Sartori
Pour les articles homonymes, voir Sartori.
Mirco Sartori, né le 30 juillet 1996 à Trente, est un coureur cycliste italien.

## Palmarès
- 2014
  - 2e du championnat d'Italie de course aux points juniors
- 2015
  - 2e de la Coppa 1° Maggio
- 2016
  - Grand Prix de l'industrie et du commerce de Prato
  - Circuito Molinese
  - Coppa Mobilio Ponsacco
  - 2e de La Bolghera
  - 3e du Grand Prix De Nardi
- 2017
  - Trofeo Menci Spa
  - Coppa in Fiera San Salvatore
  - Linas Rumšas Cycling Days
  - 2e du championnat d'Italie sur route espoirs
- 2018
  - Coppa del Grano
  - 2e du Trofeo Menci Spa
  - 2e de la Coppa San Vito
  - 3e du Circuito Casalnoceto
  - 3e du Gran Premio Comune di Cerreto Guidi

## Classements mondiaux
| Année           | 2017   | 2018 | 2019   |
| --------------- | ------ | ---- | ------ |
| UCI Europe Tour | 1 177e |      | 1 456e |